# رادستون
رادستون (به انگلیسی: Rudston) یک روستا و محله مدنی در بریتانیا است که در East Riding of Yorkshire واقع شده‌است. رادستون ۴۰۹ نفر جمعیت دارد.